# ويبكو
ويبكو «بترول الصحراء الغربية» أو (بالإنجليزية: WEPCO - Western Desert Operating Petroleum Co) هي إحدى شركات قطاع البترول المصري تم تأسيسها بموجب القانون رقم 155 لسنة 1963 والمعدل بالقانون رقم 1 لسنة 2009 للعمل في مجال البحث والاستكشاف عن الزيت الخام.

## مناطق امتياز الشركة

### ميناء الحمرا
- القانون رقم 155 لسنة 1963.[2]
- القانون رقم 1 لسنة 2009.[3]
- القانون رقم 2 لسنة 2009.[4]

### بدر
- يقع حقل بدر في الصحراء الغربية على حافة منخفض القطارة (حوالي 300 كم) غرب القاهرة، (90 كلم) جنوب مدينة العلمين، بجوار حقل أبو الغراديق.
- كان حقل بدر أقدم الحقول المنتجة لشركة بابيتكو ويتكون من ثلاثة خزانات رئيسية هي خاريطة والبحرية وأبو رواش “C، D، &G”. وبدأ إنتاج هذا الحقل منذ عام 1982
- كان البئر بدر 1-1 اول انتاج في امتياز حقل بدر عام 1981 مع شركة شل ونتيجة لذلك تم تشكيل شركة بدر الدين وفقا لاتفاقية التنمية في اوائل الثمانينات
- تم التخلي عن حقل بدر في 30/11/2012 بسبب انتهاء اتفاقية الامتياز بين شل والهيئة المصرية العامة للبترول.
- قامت الهيئة المصرية العامة للبترول بتكليف شركة ويبكو لتولي أنشطة الاستكشاف والتشغيل في حقل بدر وفقا لقرار وزير البترول في 2/3/2014 وقانون اتفاقية الامتياز رقم 92/2014
- منذ نوفمبر 2014 حتى الآن يتم تشغيل حقل بدر من قبل ويبكو.[5]

## رؤساء الشركة
- إبراهيم مسعود.[6]
- أحمد الشاعر.[6]
- أحمد الخامس سليم.[6]
- محمد حتحوت.[6]
- مجاهد البطاوي.[6]
- السيد عبد الحليم إسماعيل.[6]
- أحمد الكلزه.[6]
- أحمد عطية الوليلي.[6]
- أسامة الإبياري.[6]
- أحمد جابر.[6]
- منير الطوخي.[6]
- ناصر عجيز.[6]
- محمد محيي الدين بهجت.[6]
- محمد الدوي.[6]
- محمود أمين طه.[6]